# 하은 (1992년)
하은(1992년 4월 19일 ~ )은 대한민국의 트로트 가수다.

## 개요
하은은 브라운아이즈소울 '나얼' 사사로 나사렛대학교 실용음악 보컬을 전공하였다.2021년 디지털싱글 《사랑의 전화기》를 발매하며 CNV엔터테인먼트 1호 가수로 데뷔 하였으며, 댄스 및 탁월한 보컬 실력으로 다양한 장르의 곡을 선보이며 활동 영역을 넓힐 예정이다. 솔로로 활동하다가 2022년 4월 트로트 걸그룹 '레이디티'(Lady T)의 7기 멤버로 합류해 트로트 가수로 활동하고 있다.

## 데뷔
2021년 3월 22일 디지털 싱글 《사랑의 전화기》를 발매하며 CNV엔터테인먼트 소속의 트로트 가수로 데뷔하였다.

## 앨범
- 2021.03.22. 싱글 《사랑의 전화기》 수록곡 〈사랑의 전화기〉(타이틀, 작사/작곡: 문지영 ), 〈알려주세요〉(작사/작곡: 조호진), 〈사랑의 전화기 Remix〉(작사/작곡: 문지영) (장르: 트로트, 기획사: 주식회사 씨엔브이, 발매사: RIAK)[3]
- 2022.10.18. 걸그룹 '레이디티' 다섯번째 싱글 《있을 때 잘해》 수록곡〈있을 때 잘해〉(장르:트로트, 발매사:(주)쿠킹뮤직, 기획사:K-WON)[4]

## 연예활동
- 2021년 3월 22일 발표한 디지털 싱글 《사랑의 전화기》는 EDM사운드가 가미된 세미 트로트 장르로 사랑에 관한 이야기를 담고 있다. 두 곡은 창법스타일이 전혀 다른 곡으로써, 다양한 장르의 소화가 가능한 하은의 변화구 같은 보컬을 엿볼 수 있다. 타이틀곡 〈사랑의 전화기〉는 싱어송라이터 문지영의 첫 트로트 작사, 작곡했으며, 중독적인 훅 멜로디로 연령에 상관없이 누구나 즐길 수 있도록 완성시켰다. 첫눈에 반해버린 그에게 빠져 설레이는 마음을 담아 연락을 기다리는 수줍은 소녀를 표현 했으며, 댄스트로트의 느낌을 살려 빠른 비트와 귀여운 콕콕 춤이 포인트이다. 깨알같은 댄스브레이크 부분은 기존 트로트와는 차별화된 부분이다. 〈알려주세요〉는 최근 유행하는 레트로-EDM 사운드와 풀 오케스트레이션이 접목된 세미트로트 곡으로 아이돌 작곡가로 활동하고 있는 조호진이 작사, 작곡했다. 하은의 목소리와 절묘하게 매칭되어 애절하면서도 신나는 느낌을 전해준다. 일명 밀당창법인 밀고당기는 하은이의 장점을 잘 부각시킨 곡이다.[5]

- 2022년 트로트 걸그룹 레이디티에 막내로 합류해 메인보컬로 활동하고 있다.

## TV
- 2021년 헬로트로트 - Top30(27위)
- 2023.03.12. KBS 1TV 《전국노래자랑》 목포시편, 〈있을 때 잘해〉
- 2023.04.29. G1방송 《전국 TOP 10 가요쇼》940회 '철원 대한가수협회 특집' (철원 남종현센터),〈있을 때 잘해〉,〈청춘열차〉

## 학력
- 합성초등학교 졸업
- 양덕여자중학교 졸업
- 마산여자고등학교 졸업[6]
- 나사렛대학교 실용음악과(보컬 전공) 졸업[7]

## 수상
- 2017년 《제27회 고복수 가요제》 장려상
- 2019년 《제4회 보물섬남해전국가요제》 대상
- 2020년 《안산시민 전국가요경연대회》 동상

## 기타
- 출생 : 음력 1993년
- 신체 : 165cm, 50kg, A형
- MBTI : ENFP
- 취미 : 뻥튀기 먹기
- 특기 : 노래 립싱크